# 前田村 (秋田県)
前田村（まえだむら）は秋田県北秋田郡にあった村。現在の北秋田市南部、小又川流域を中心とした区域にあたる。

## 地理
- 山：大森山、大久保山、森吉山、ヒバクラ岳、立ヶ森、高場森、柴倉岳、三ツ又森、サンケ森、カンバツ森、小繋森、小滝山、大平山、源五郎岳 ほか
- 河川：阿仁川、小又川

## 歴史
- 1889年（明治22年）4月1日 - 町村制の施行により、小又村、五味堀村、根森田村、森吉村、阿仁前田村、桂瀬村の区域をもって発足。
- 1925年（大正14年） - 地主が全小作人に対して貸付料を値上げを通告。1929年（昭和4年）まで小作争議が続いた[1]。
- 1956年（昭和31年）9月30日 - 米内沢町と合併して森吉町が発足。同日前田村廃止。

## 交通

### 鉄道路線
- 日本国有鉄道
  - 阿仁合線（現・秋田内陸縦貫鉄道秋田内陸線）
    - 桂瀬駅 - 阿仁前田駅

現在は旧村域に前田南駅が所在するが、当時は未開業。

### 道路
- 阿仁街道（現・国道105号）